# Tarazona (llinatge)
El llinatge dels Tarazona era un llinatge de rics-homes aragonesos.

## Escuts d'armes
Zapata de Cadreto: dues sabates col·locats en pla.
Valltorres, Tarazona y Arenós: una sabata de costat.
Calahorra: tres sabates de costat, planes.
Zapata Calatayud i la d'Alfaro: tres sabates dividit en escacat d'or i sable.
A València antigament es va usar les tres sabates dels de Calahorra i, després, s'hi van afegir els escacs.
Barajas: cinc sabates col·locades al centre.
La baronia de Gavín: té les sabates de cara i amb els cordills d'argent.
Garcipollera: una sabata de sable oberta i posada cap amunt.

## Llista dels Tarazona
- Pero Pérez de Tarazona, Justícia d'Aragó (1208-1235)
- Eximén Pérez de Tarazona, (germà de l'anterior) després anomenat Eximén Pérez d'Arenós
- Ferrando Pérez de Tarazona, Justícia d'Aragó (1235-1242)